# Гаевка (Волынская область)
Гаевка (укр. Гаївка) — село в Шацкой поселковой общине Ковельского района Волынской области Украины.
Код КОАТУУ — 0725755101. Население по переписи 2001 года составляет 202 человека. Почтовый индекс — 44009. Телефонный код — 3355. Занимает площадь 0,029 км².